# Ilet (rivière)
Pour les articles homonymes, voir Îlet.
La Ilet (en russe : Илеть ; en tatar : Илләт, İllät ; en mari : Элнет, Elnet) est une rivière de la République des Maris, en Russie et un affluent de la Volga.

## Géographie
La rivière est longue de 204 km et draine un bassin versant de 6 471 km2. L'Ilet se jette dans la Volga à la hauteur du réservoir de Kouïbychev.
La rivière Ilet est populaire pour le tourisme et le rafting.